# John Ebebe Ayah
John Ebebe Ayah (* 10. Dezember 1959 in Buja-Obanliku, Bundesstaat Cross River, Nigeria) ist ein nigerianischer Geistlicher und römisch-katholischer Bischof von Uyo. 

## Leben
John Ebebe Ayah empfing am 24. Juli 1993 die Priesterweihe.
Papst Benedikt XVI. ernannte ihn am 14. Oktober 2006 zum Bischof von Ogoja. Die Bischofsweihe spendete ihm der Erzbischof von Calabar, Joseph Edra Ukpo, am 6. Januar des nächsten Jahres; Mitkonsekratoren waren Erzbischof Renzo Fratini, Apostolischer Nuntius in Nigeria, und Felix Alaba Adeosin Job, Erzbischof von Ibadan.
Papst Franziskus ernannte ihn am 5. Juli 2014 zum Bischof von Uyo. Bis zur Ernennung seines Nachfolgers am 9. April 2017 war er Apostolischer Administrator des Bistums Ogoja.